# Sulzfelder Forst

Lage im Landkreis Rhön-Grabfeld

Der Sulzfelder Forst ist ein 2,54 km² großes gemeindefreies Gebiet im Landkreis Rhön-Grabfeld im bayerischen Grabfeld. Das Gebiet ist komplett bewaldet.

## Geografie

### Lage
Der Sulzfelder Forst liegt südlich der namensgebenden Gemeinde Sulzfeld. Im gemeindefreien Gebiet befindet sich der Ursprung des Flusses Baunach, die höchste Erhebung ist ein namenloser Berg mit 487 m ü. NN.

### Nachbargemeinden
| Gemeinde Sulzfeld    |  | Stadt Bad Königshofen im Grabfeld       |
|                      |  |                                         |
| Markt Stadtlauringen |  | Bundorfer Forst (Gemeindefreies Gebiet) |

## Ruine Wildberg
Auf dem Gebiet des Sulzfelder Forstes liegt die Burgruine Wildberg oder auch Wildenburg genannt. Sie befindet sich auf einem nach Westen vorspringenden Bergsporn und wird durch drei Halsgräben vom Hinterland abgeschnitten. Von der Burg sind nur wenige Mauerwerksreste, darunter ein Kellergewölbe, erhalten geblieben. 
Die Burg der erstmals im Jahr 1123 urkundlich erwähnten Adelsfamilie wurde 1525 im Bauernkrieg zerstört.
Die Ruine ist ein geschütztes Bau- und Bodendenkmal.